# Diazona gigantea
Diazona gigantea är en sjöpungsart som först beskrevs av Sluiter 1919.  Diazona gigantea ingår i släktet Diazona och familjen Diazonidae. Inga underarter finns listade i Catalogue of Life.